# Микронизация
Микронизация (от единицы измерения «микрон») — это процесс уменьшения размеров частиц путем их измельчания до размеров порядка микрометра. Процесс микронизации широко используется в производстве химических веществ, пищевых ингредиентов и фармацевтических препаратов.

## Методы микронизации

### Традиционные методы
Традиционные методы микронизации основаны на трении частиц с целью уменьшения их размеров. Такие методы включают в себя дробление, помол и т.д.
Обычная промышленная мельница состоит из цилиндрического металлического барабана, который имеет стальные стены. Барабан вращается, шарики внутри него сталкиваются с частицами твердого тела и раздавливая их измельчает их, тем самым получив более мелкие частицы.

### Современные методы
Современные методы микронизации включают в себя использование сверхкритических флюидов в процессе. В результате происходит перенасыщение, что приводит к осаждению отдельных частиц. Среди современных методов наиболее широко используются следующие:
- процесс RESS (Rapid Expansion of Supercritical Solutions) — Быстрое Расширение Сверхкритических Растворов;
- метод SAS (Supercritical Anti-Solvent) — Сверхкритический Анти-Растворитель;
- метод PGSS (Particles from Gas Saturated Solutions) — Частицы Газонасыщенных Растворов.

## Применение микронизации
Фармацевтические препараты и пищевые ингредиенты являются основными отраслями, в которых используется микронизация. 

### В фармакологии
Микронизация является общепринятым способом улучшения биодоступности лекарств за счёт ускорения их растворения.
Также микронизация позволяет препарату в таблетированной форме сразу распадаться и всасываться на слизистых оболочках, что гарантирует более быстрый терапевтический эффект.

### В производстве кормов
Микронизация зерна или корма путём интенсивного внутреннего нагрева инфракрасным или микроволновым излучением позволяет их обеззарадить от амбарных вредителей: протеолитических бактерий и плесневых грибов. Обработка также улучшает вкус корма за счёт гидролиза крахмала в декстрины, в результате чего содержание сахаров в корме увеличивается на 22–43 %, а белковый (аминокислотный) состав не изменяется.